# Biłosarajśka kosa
Biłosarajśka kosa (ukr. Білосарайська коса) – półwysep (kosa) w ukraińskiej części Morza Azowskiego (Zatoka Taganroska), położony około 35 km na południowy zachód od Mariupola. Od 1980 jest rezerwatem krajobrazowym.
Półwysep ma kształt sierpa i złożony jest głównie z piasku morskiego. Ma długość około 14 kilometrów i szerokość do około 12 kilometrów. Powierzchnia jest płaska, lekko pofalowana. Wewnątrz teren jest obniżony i wypełniony przez słone bagna. Liczne są małe jeziora i płytkie wody. Warunki sprzyjają gniazdowaniu ptaków, których oznaczono tu około dwieście gatunków. Występuje tu m.in. trznadel czarnogłowy. We florze rezerwatu występuje 217 gatunków roślin wyższych. Wśród roślin endemicznych rosną tu m.in.: Cleistogenes maeotica, Apera maritima i Agrostis borysthenicus. Inne rosnące tu rośliny to: Tulipa ophiophylla, lukrecja gładka, mikołajek nadmorski, przęśl dwukłosowa, modrak morski, Linaria genistifolia subsp. euxina i Elytrigia maeotica.
Na terenie półwyspu znajduje się wieś letniskowa Biłosarajśka Kosa, a u jego nasady przebiega droga terytorialna nr T 0520.